# 照口站
照口站位于福建省南平市延平区茫荡镇，为鹰厦铁路车站。距鹰潭站275公里，距厦门站419公里。现为四等站。车站为连接专用线建于1964年，目前不办理客货运业务。